# ادل گلدبرگ
ادل گلدبرگ (انگلیسی: Adele Goldberg؛ زادهٔ ۲۲ ژوئیهٔ ۱۹۴۵) دانشمند در زمینه علوم رایانه اهل ایالات متحده آمریکا است. وی به خاطر توسعه سامانه اسمال‌تاک-۸۰ و توسعه مفاهیم برنامه‌نویسی شیءگرا زمانی که در آزمایشگاه معروف شرکت زیراکس با نام زیراکس پارک در دهه ۱۹۷۰ میلادی مشغول به کار بود مشهور است.